# Manuel Saumell Robredo
Manuel Saumell Robredo (1817-1870) fou un pianista i compositor cubà d'origen català, creador de la contradansa cubana i de l'havanera moderna, i un dels pares del nacionalisme cubà, que desembocaria l'any 1898 en la independència de Cuba respecte a Espanya.

## Història familiar
El seu pare, Cristóbal (potser Cristòfol de naixement) Saumell (1780-1850 aprox.), que arribà a l'illa al començament del segle xix possiblement des de Tenerife, era conegut com a "catalán". Eren pobres i d'idees més aviat revolucionàries: Cristóbal Saumell criticava sovint el govern de la metròpoli.
Va inculcar aquests ideals als seus fills, els quals van sentir molts cops a casa crítiques contra el tinent general Tacón, governador de l'illa entre el 1834 i el 1838. Tot i això, un altre dels seus fills, Cristóbal Saumell Robredo, arribà a ser telegrafista de primera classe al Cos de Telègrafs del govern espanyol a Cuba.
Aquestes dades esparses fan pensar que Cristóbal Saumell, pare de Manuel, havia anat a Cuba no pas per voluntat pròpia, sinó tal vegada com a càstig. Potser la seva peripècia té a veure amb allò que denunciava el general Prim al Congrés dels Diputats espanyol a mitjan segle xix: «Són molts centenars els [catalans] que jutjats per la mateixa legislació [la derivada del Decret de Nova Planta] han estat conduïts a les Filipines, altres a les illes Canàries, altres a províncies d'interior.»

## Contradansa i havaneres
Manuel Saumell va ser autodidacte, justament perquè a casa no tenien diners per pagar-li l'educació que la seva precoç sensibilitat musical requeria. Va produir la seva primera òpera cap al 1839.
Va ser el pare de la contradansa cubana i de les havaneres, que serien pocs anys després exportades a Catalunya amb èxit, potser perquè aquella música no sonava estranya a l'oïda dels catalans: «Ja se sentia el ritme d'havanera en obres de Barbieri (El relámpago, el 1857, o Entre mi mujer y el negro, de 1859), d'Oudrid, o del català Joan Sariols en l'emblemàtica L'esquella de la torratxa l'any 1864, anomenant-la "Americana", i també a la Marina d'Arrieta o La verbena de la Paloma de Bretón, ja a les darreries de segle.»
Saumell va donar a una de les seves peces el títol d'El somatén, nom que coincidia amb el d'una de les primeres publicacions independentistes que es va començar a publicar a Catalunya, ja al segle xix, després d'un segle de silenci obligat arran de la desfeta del 1714. La revista arribava clandestinament a Cuba i sens dubte la llegien els Saumell. Manuel Saumell va fer també alguns articles de premsa signats amb el pseudònim "El Timbalero". Va fundar amb els també cubans d'origen català Ramon Pintó i el pianista José Miró (que cal no confondre amb Josep de Miró i Argenter, heroi militar de Cuba) el Liceo Artístico Literario de la Habana.
Les contradanses per a piano, de dues parts contrastants i compassos binaris, en les quals apareixen per primer cop els ritmes d'una música popular considerada pròpiament cubana, van ser una síntesi de cultures. Una música que naixia cubana però que era igualment deutora de patrons europeus i africans.
Entre els seus alumnes de piano tingué a Serafín Ramírez Fernández (1832-1907).

## Orígens del nacionalisme cubà
Manuel Saumell, que es va casar amb Concepción Amegui, amb la qual va tenir tres fills, és considerat un dels primers nacionalistes cubans i fins i tot «el pare del nacionalisme cubà», i encara és força recordat a Cuba. El conservatori de música de l'Havana es diu Conservatorio Manuel Saumell. «Quan Carlos Manuel de Céspedes inicià a La Demajagua la lluita per la independència del poder espanyol, Saumell ja havia creat una música de gran qualitat i al mateix temps inconfusiblement cubana, de manera que si bé Cuba no existia encara com a nació, sí que tenia una identitat musical i cultural ja definides.»
L'escriptor Alejo Carpentier va ser un dels més aferrissats defensors del llegat de Saumell, ja al segle xx.